# Arena (Grècia)
Arena (en grec antic Ἀρήνη) era una ciutat grega de molta antiguitat situada a Etòlia, a la frontera amb Messènia que Homer menciona al "Catàleg de les naus" a la Ilíada. Homer diu que era una de les ciutats que sota comandament de Nèstor va enviar un contingent d'homes i naus a la guerra de Troia. Estava situada al lloc on el riu Minieu desembocava al mar. També apareix a l'Himne homèric a Apol·lo juntament amb altres ciutats de la costa occidental del Peloponès.
Segons Pausànias, la va fundar Afareu, i li va posar el nom de la seva dona, Arene, que era també la seva germanastra. A l'antiguitat es suposava que Arena era la ciutat que després es va anomenar Sàmicon, segons diuen Estrabó i Pausànias.